# FC Voluntari
FC Voluntari is een Roemeense voetbalclub uit Voluntari.
De club werd in 2010 opgericht en begon in de Liga IV. In het seizoen 2012/13 werd een tweede plaats behaald in de poule en promoveerde de club naar de Liga III. Daarin werd een seizoen later de poule gewonnen en dat herhaalde de club in het seizoen 2014/15 ook in de Liga 2. Hierdoor speelt Voluntari in het seizoen 2015/16 voor het eerst in de Liga 1. In 2017 won Voluntari voor het eerst in de clubhistorie de Roemeense beker. In de finale versloeg het Astra Giurgiu na strafschoppen.
De thuisbasis was het Stadionul Niţă Pintea dat in Voluntari plaats biedt aan duizend toeschouwers. Dit voldeed niet aan de eisen van de bond voor het spelen op het hoogste niveau waardoor de club haar thuiswedstrijden in het Dinamostadion in Boekarest speelt.

## Erelijst
- Liga II
  - 2014-15
- Liga III
  - 2013-14
- Roemeense beker
  - 2016-17
- Roemeense Supercup
  - 2017

## Eindklasseringen
| 2 |

| 1 |

| 1 |

| 12 |

| 9 |

| 12 |

| 11 |

| 11 |

| 13 |

| 4 |

| 9 |

| 15 |

| Liga 1 | Liga 2 | Liga III | Liga IV |

CS Afumati ·
Metaloglobus Boekarest ·
CSA Steaua Boekarest ·
Metalul Buzău ·
Ceahlăul Piatra Neamț ·
Concordia Chiajna ·
U Craiova ·
CSC Dumbrăvița ·
CSM Focșani ·
Corvinul Hunedoara ·
Csíkszereda Miercurea Ciuc ·
Mioveni · 
Câmpulung Muscel ·
FC Bihor Oradea (2022) ·
Argeș Pitești ·
Reșița ·
CSC 1599 Șelimbăr ·
CSM Slatina ·
ACS Viitorul Târgu Jiu ·
Chindia Târgoviște · 
Unirea Ungheni ·
Voluntari